# قلعة فرشاتس
قلعة ڤرشاتس (بالصربية: Вршачки замак، رومنة: Vršački zamak)، المعروفة سابقاً باسم برج ڤرشاتس (بالصربية: Вршачка кула، رومنة: Vršačka kula)، هي حصن يرجع إلى العصور الوسطى يقع بالقرب من ڤرشاتس، فويفودينا، صربيا. لم يبقَ من المبنى بأكمله سوى برج دونجون، ولكن في 2009، بدأ إعادة بناء القلعة بالكامل.
أُعلنت قلعة ڤرشاتس معلماً ثقافياً فائق الأهمية في 1991، وهي محمية من قِبل جمهورية صربيا.

## تاريخها
هناك روايتان حول أصل هذه القلعة. وفقاً للرحالة التركي أوليا جلبي، بُني الحصن على يد الطاغية الصربي جريج برانكوفيتش. ويعتقد المؤرخون أن برانكوفيتش بنى الحصن بعد سقوط سميديريفو في 1439. وقد اتسم بناؤه ببعض العناصر المعمارية المشابهة لتلك الموجودة في حصن سميديريفو والحصن المحيط بدير ماناسيا.
تزعم رواية أخرى أن قلعة ڤرشاتس هي بقايا حصن العصور الوسطى المعروف باسم إرديسومولو (بالمجرية: Érdsomlyó أو Érsomlyó، وبالصربية: Erd-Šomljo/Ерд-Шомљо أو Šomljo/Шомљо). ومع ذلك، لا تُحدد مصادر هذه الرواية إرديسومولو كونه ڤرشاتس، بل تزعم أن موقع هذه المدينة والحصن كان أبعد شرقاً، على نهر كاراش، في منطقة بانات الرومانية الحالية.
ذُكرت مدينة تُدعى إرديسومولو لأول مرة في 1227. تأسس هناك دير دومينيكاني يضم رفات القديس دومينيك بين عامي 1230 و1240، ومنذ 1255 أصبح مقراً للكوميس. بُنيت قلعة إرديسومولو في 1335 كحصن ملكي.
استعمل العثمانيون قلعة ڤرشاتس بعد الفتح العثماني في 1552. تألفت الحامية العثمانية هناك من آغا واحد وضابطين عثمانيين و20 مرتزقاً صربياً في عامي 1590/1591.[3]

## وصفها
يقع البرج على قمة تل محلي، ويتمتع بإطلالة ساحرة على المنطقة. يزور العديد من المصطافين المنطقة للاستمتاع بالمناظر الخلابة التي تمتد حتى رومانيا.

## إعادة الإعمار
|  |  |

اتفق مساعد وزير الثقافة دوشان زيفكوفيتش، والأمين الإقليمي للثقافة ميلوراد جيوريتش، ومدير المعهد الإقليمي لحماية التراث الثقافي زوران فابا، ومساعد عمدة ڤرشاتس، دراغيشا فوتشينيتش خلال اجتماع رسمي عُقد في 4 مارس 2009، على إعادة بناء برج ڤرشاتس، لإعادته إلى هيئته السابقة. وفي ذلك الاجتماع، أُعيدت تسمية القلعة رسمياً من برج ڤرشاتس إلى قلعة ڤرشاتس.